# Bilal Saad Mubarak
Bilal Saad Mubarak (arabisch بلال سعد مبارك, DMG Bilāl Saʿd Mubārak; * 18. Dezember 1972; † 27. Oktober 2018 in Doha) war ein katarischer Leichtathlet.
Der Kugelstoßer stellte im Jahr 1997 mit 19,65 Metern Wurfweite seine persönliche Bestmarke auf.
Bilal Saad Mubarak qualifizierte sich für die Olympischen Spiele 1992 in Barcelona, bei denen er im Kugelstoßen antrat. Seine beste Wurfweite war 16,98 Meter; dies genügte nicht, die Qualifikation erfolgreich zu meistern, und er schied als 24. aus dem Wettbewerb aus. Auch bei den Spielen 2000 und Spielen 2000 trat er für sein Heimatland Katar in der Disziplin Kugelstoßen an. 1996 belegte er den zehnten Platz in der Finalrunde und schaffte eine Wurfweite von 19,39 Metern. Vier Jahre später scheiterte er allerdings bereits in der Qualifikation.
Bilal Saad Mubarak hat während seiner Karriere auch an zahlreichen anderen Wettbewerben teilgenommen und gewann 2002 die Asian Championships sowie 2003 die Asian Athletics Championships.